# Albert Petit
Pour les articles homonymes, voir Petit.
Albert Petit est un homme politique français, né le 13 mars 1897 à Fontenay-aux-Roses (Seine, puis Hauts-de-Seine) et mort le 3 novembre 1963 à Bagneux (Seine). Membre du Parti communiste français, il est maire de Bagneux, conseiller général du  canton de Bagneux-Sceaux et député de la Seine.

## Biographie

### Enfance et jeunesse
Albert Théodore Petit naît le 13 mars 1897 à Fontenay-aux-Roses (Seine. Enfant, il habite à Bagneux, ruelle des Bénards, avec ses parents Hippolyte Petit et Anna Mazeau et sa petite sœur Blanche.
Après l'obtention de son certificat d'études, il entre à 12 ans comme apprenti tailleur de pierre chez un carrier. Par la suite, son père étant conducteur de tramway, Albert Petit est embauché comme employé à la Compagnie des tramways de l'ouest parisien.

### Traumatisme de la Grande Guerre
Albert Petit n'a que 17 ans lorsque la guerre éclate. Ayant passé le conseil de révision avec succès en mars 1915, il reçoit sa convocation au recrutement militaire le 12 juillet. Il part de la gare Montparnasse le 11 janvier 1916, direction Chartres puis Saint-Maixent : lors de son instruction militaire, il est incorporé dans le 9e génie. Il s'occupe également avec d'autres soldats des travaux des champs, aide dans les fermes, ramasse les betteraves et fait les vendanges.
Le 24 octobre 1916, c'est le départ pour le front : de la gare de Saint-Pierre-des-Corps, il se dirige alors vers l'Aube et la Champagne pour participer à la Bataille de Verdun. C'est lors de ces combats en plein hiver qu'Albert Petit souffre des pieds gelés et est envoyé dans un hôpital à l'arrière.
En janvier 1917, le 9e génie est envoyé dans l'Aisne pour préparer l'offensive du Chemin des Dames. Il y construit des routes, des ponts. Il est cantonné à Ventelet, près de Pontavert et Craonne. C'est durant cette période qu'Albert Petit est gazé par deux fois à l'ypérite, dont il garde des séquelles toute sa vie pour cause de « scléro-emphysème pulmonaire avec bronchite des bases ».
En 1918, après être passé par Lisy-sur-Ourcq, Coupvray, Noisel, il repasse par l'Aisne et termine dans la région de Belfort, au 21e génie. Le 20 avril, il est à Anjoutey « assez loin du front […] pour encore au moins un mois ». Le 20 mai 1918, il envoie à sa famille une carte de Rougemont-le-Château où il fait un stage de mitrailleur grenadier : « ça me dégoûte », écrit-il.
Dans sa correspondance, il s'inquiète des canons qui tirent régulièrement sur Paris, et se plaint qu'on ait supprimé les permissions. Il évoque également les batailles dans l'Aisne le 30 mai : « ça barde » et « nous venons d'apprendre que les boches ont repris tout le terrain qu'on avait pris quand nous étions dans l'Aisne l'année dernière ; c'était bien la peine qu'on s'y esquinte. »
Le 13 juin, toujours en Alsace, à Friesen, il explique être réaffecté dans le 21e génie. Le 29 juin, il se trouve dans le pays de Thann, dans les Vosges reconquises.
À partir du 12 juillet 1918, Albert Petit repart dans la Marne, à Trépail, puis à Jonchery-sur-Vesle, en septembre, où il monte des abris. Le 26 septembre, il est à l'hôpital.
L'armistice est déclaré le 11 novembre 1918. Albert Petit n'est démobilisé que le 26 septembre 1919 après avoir failli être envoyé en Palestine comme secrétaire comptable par décision d'un lieutenant en février.
Traumatisé par la guerre, comme toute une génération, sa volonté de ne plus jamais voir se renouveler un autre conflit mondial et son aversion pour les guerres coloniales est l'un des fondements de son engagement.

### Ascension militante
Au sortir de la guerre, Albert Petit retrouve son poste d'employé de la Compagnie des tramways de l'ouest parisien, d'abord comme receveur, puis comme machiniste. Il est licencié pour fait de grève à la suite de la répression de la grande grève de mai 1920.
Révoqué, mais ayant pris des cours de comptabilité du 18 mars au 3 avril 1917, il entre alors dans l'administration des Finances en tant qu'employé de bureau, au service du Grand Livre, puis comme caissier de la Caisse centrale du Trésor public, puis commis principal d'ordre et de comptabilité. Il sera titularisé en juin 1921. Militant syndical, il participe aux mouvements revendicatifs des fonctionnaires, et est arrêté plusieurs fois lors de manifestations.
En avril 1921, il épouse Lucienne Philippe, ouvrière brocheuse, avec qui il a une fille, Odette, née le 10 août 1926.
Albert Petit fonde la section de Bagneux de l'ARAC qu'il anime aux côtés de René Cros, et participe à la création du comité local du Secours rouge international.
En 1924, il adhère au jeune Parti communiste dont il devient vite un des militants actifs.
En 1925, il devient secrétaire adjoint du bureau du syndicat des agents secondaires, et représentant au conseil de discipline, puis membre du bureau de la caisse de Prévoyance. C'est fort de ses activités militantes qu'il se présente une première fois aux élections municipales partielles de 1926, sans succès.
Entre 1927 et 1928, Albert Petit cesse ses activités militantes afin de soigner les complications de son intoxication à l'ypérite durant la guerre. En 1929, le père d'Albert Petit et sa sœur Blanche, atteinte de la tuberculose, meurent.
Parallèlement, il participe à la campagne électorale des élections municipales de mai 1929.
Les 27 octobre 1929 et 17 mai 1930, il est arrêté pour avoir distribué des tracts. Il est écroué à la prison de la Santé.
En 1933, Albert Petit participe au développement du nouveau journal communiste local L'Aube Nouvelle, ainsi que du comité des Chômeurs. En cette période de lutte antifasciste, le rapprochement entre les socialistes de Bagneux menés par Louis Chiquois et les communistes s'effectue notamment par des initiatives en lien avec les activités sportives du Club ouvrier de Bagneux.

### Maire de Bagneux
Aux élections municipales du 5 mai 1935, la liste du maire sortant Théodore Tissier obtient 37,6 % des exprimés, devant la liste du Bloc ouvrier et paysan présenté par le PCF qui réunit 33,5 % des suffrages, et celle de la SFIO menée par Chiquois qui fait 28,8 %. La dynamique de rassemblement du Front populaire permet aux deux forces de constituer une liste « antifasciste et d'unité ouvrière » composée de quinze communistes et huit socialistes. Cette liste recueille 56 % des suffrages (1360 voix) et bat la liste de coalition anticommuniste menée par Albert Maugarny (Tissier, deux adjoints et Duhiège, Croix de Feu, s'étant retirés entre les deux tours).
Albert Petit est élu maire de Bagneux en remplacement de René Cros, précédemment élu à l'unanimité, mais qui déclina, considérant ce mandat « incompatible avec l’emploi qu’il occupe dans l’administration des Postes et Télégraphes ». Albert Petit exerce sa fonction de 1935 à 1940.
L'année suivante, il est élu député de la Seine. Il siège à l'Assemblée nationale de 1936 à 1940.
Dès son installation, la nouvelle municipalité prend le contre-pied des orientations de l'ancienne municipalité. Elle intervient en effet auprès des entreprises de Bagneux : Sueur, Duhiège, Hauriot, Laiteries Modernes, pour faire cesser les heures supplémentaires et faire respecter les règles d'hygiène et de sécurité. Le comité de chômeurs, déjà existant début 1933, se double d'un comité pour le secours aux chômeurs, présidé par Albert Petit ainsi que par le Père Boulogne, curé de la paroisse. Le nombre de chômeurs atteignant 550 personnes en 1936, la municipalité se bat pour que l'État prenne en charge les dépenses de chômage. La commune fournit la cantine gratuite aux enfants de chômeurs, les classes de plein-air aux handicapés, des chaussures, des bons de vivres et de charbon.
Le conseil municipal, pour la première fois, permet aux enfants de partir en vacances aux Sables-d'Olonne.
Dans le même temps, la capacité d'accueil des écoles de la rue d'Arcueil est augmentée. Une crèche est créée. Le premier stade public est ouvert au lieu-dit Les Buttes. Le cimetière est agrandi. Les travaux de viabilisation de la voirie sont entrepris.
La municipalité suscite et encourage l'élan populaire, des associations syndicales, sportives, et de loisirs. Fêtes, concerts, bals et meetings sont organisés.
Par ailleurs, la municipalité obtient de la société Pax et Progrès la cession gratuite d'un terrain à la commune, pour la construction d'une école.
Albert Petit intervient aussi en soutien aux maraîchers et horticulteurs sinistrés par un ouragan en juin 1935, et demande une indemnisation au Conseil général.
Lors des grèves de juin 1936, Albert Petit, devenu député communiste, participe aux manifestations des ouvriers et salariés sur la place Dampierre, et soutient les 300 grévistes occupant la tannerie Sueur.
En juillet 1939, à l'occasion des 150 ans de la Révolution française, un grand défilé et une fête sont organisés, rassemblant des centaines de balnéolais.

### Deuxième guerre mondiale
Accusé d'avoir participé à la constitution du Groupe ouvrier et paysan français à la Chambre, il est arrêté le 8 octobre 1939, déchu de son mandat de député le 21 janvier 1940 et de celui de maire le 29 février 1940, et condamné le 3 avril 1940 par le 3e tribunal militaire de Paris à 5 ans de prison, 4 000 francs d'amende et 5 ans de privation de ses droits civiques et politiques.
Emprisonné à la Santé, à Niort, à Tarbes, au Puy, à Valence, puis transféré en mai 1941 en Algérie à Maison Carrée, il est libéré après le débarquement allié en Afrique du Nord en 1943.

### Retour en France et responsabilités politiques
En 1944, il retrouve son siège de maire de Bagneux qu'il conserve jusqu'à sa mort.
Il est également à nouveau député de 1945 à 1951, et conseiller général du canton de Bagneux-Sceaux de 1959 à 1963.

## Hommages
L'avenue Albert-Petit lui rend hommage.

## Pour approfondir